# Северозападна провинция (Замбия)
Северозападната провинция е една от провинциите на Замбия. Граничи с ДР Конго и Ангола. Столицата ѝ е град Солуези. Площта на северозападната провинция е 125 826 км², а населението e 926 485 души (по изчисления за юли 2019 г.).
Големи градове, освен столицата Солуези, са Чавума, Муинилунга и др. Провинцията е разделена на 7 района.